# Geoffrey Rush
Geoffrey Roy Rush (Toowoomba, 6 luglio 1951) è un attore australiano.
Rush è un Triple Crown of Acting, avendo vinto un Premio Oscar, un Tony Award e un Emmy Award. Ha vinto l'Oscar per l'interpretazione di David Helfgott nel film Shine (1997), tre BAFTA Award, due Golden Globe e quattro Screen Actors Guild Award (su nove candidature). Tra il 2011 e il 2017 è stato il presidente dell'Australian Academy of Cinema and Television Arts e nel 2012 è stato nominato "australiano dell'anno".
Tra i suoi film più famosi ci sono la saga di Pirati dei Caraibi (2003-2017), in cui interpreta Hector Barbossa, oltre che Elizabeth (1998), Shakespeare in Love (1998), Prima ti sposo poi ti rovino (2003), Il discorso del re (2010), La migliore offerta (2013), Storia di una ladra di libri (2013).

## Biografia
Figlio di Merle Bischof e Roy Baden Rush, i suoi genitori divorziarono quando aveva 5 anni. Laureato in Letteratura inglese all'Università del Queensland, si trasferisce per due anni a Parigi, dove frequenta la Scuola internazionale di teatro Jacques Lecoq di Jacques Lecoq. Torna in Australia per dedicarsi al teatro e lavora alla produzione teatrale di Aspettando Godot, opera di Samuel Beckett, con il suo compagno di stanza Mel Gibson.
Nel 1997 vince l'Oscar come miglior attore per la sua interpretazione di David Helfgott nel film Shine di Scott Hicks, battendo il favorito della vigilia Tom Cruise, interprete di Jerry Maguire. Per interpretare il personaggio, Rush ha dovuto riprendere le lezioni di pianoforte che aveva sospeso quando aveva 14 anni. Nel 1999 riceve la candidatura all'Oscar come migliore attore non protagonista per il film Shakespeare in Love. Lo stesso avviene nel 2001, quando ottiene la candidatura all'Oscar come migliore attore protagonista per il film Quills - La penna dello scandalo, in cui interpreta la parte del protagonista Marchese de Sade. Per interpretare al meglio il suo personaggio, Rush ideò il personaggio seguendo uno stile da cantante rock e si documentò leggendo la biografia di Francine du Plessix Gray e l'opera teatrale Marat/Sade. Sempre nel 2001 partecipò al film Lantana, e nel 2002 a Due amiche esplosive.
Nel 2003 interpreta il pirata Hector Barbossa nel film La maledizione della prima luna di Gore Verbinski, accanto a Johnny Depp, Orlando Bloom e Keira Knightley. Secondo Verbinski, Rush, che era la terza scelta del regista, è stato in grado di rendere il personaggio meno complesso e più scellerato sotto diversi aspetti ed ha affermato che l'attore era praticamente tagliato per il ruolo. Rush ha ottenuto ottimi giudizi critici per la sua interpretazione e ha ripreso il ruolo di Barbossa anche nei successivi film della saga, vale a dire La maledizione del forziere fantasma (2006), Ai confini del mondo (2007), Oltre i confini del mare (2011) e La vendetta di Salazar (2017).
Nel 2005 recita in Munich di Steven Spielberg, nel 2007 in Elizabeth: The Golden Age. Nel 2011 ottiene la quarta candidatura all'Oscar come migliore attore non protagonista per il film Il discorso del re, film su Re Giorgio VI d'Inghilterra, Rush doppia Tomar-Re, in Lanterna Verde dello stesso anno. Nel 2012 è protagonista della pellicola La migliore offerta di Giuseppe Tornatore, dove interpreta il ruolo del collezionista e battitore d'aste Virgil Oldman. Nel 2013 recita nel film Storia di una ladra di libri, mentre nel 2016 interpreta il dio egizio Ra nel film Gods of Egypt.

## Vita privata
Nel 1988 si sposa con l'attrice Jane Menelaus, dalla quale avrà due figli, Angelica (1992) e James (1995).

## Filmografia

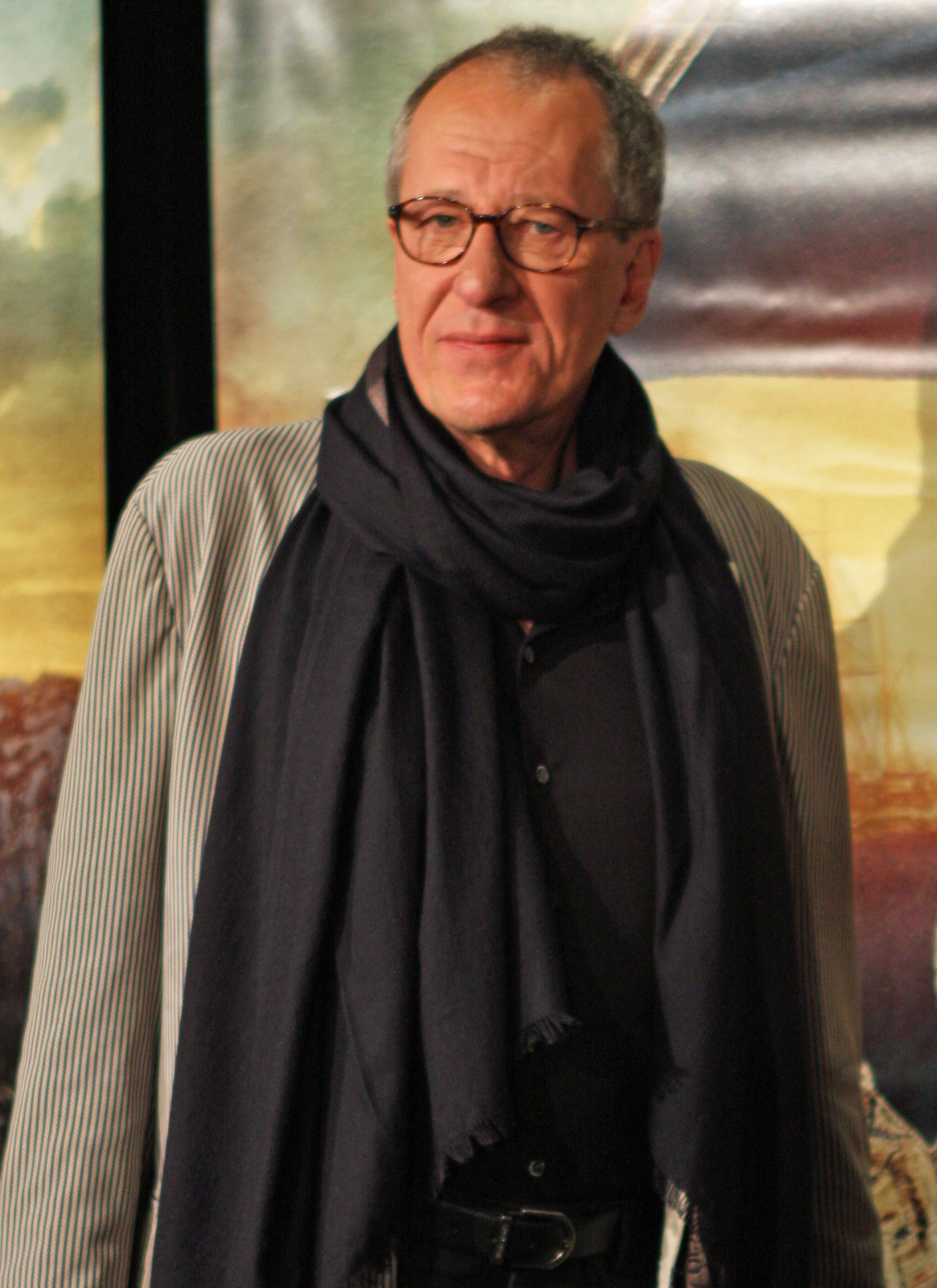
Geoffrey Rush alla prima di Pirati dei Caraibi - Oltre i confini del mare (2011)

### Attore

#### Cinema
- Hoodwink, regia di Claude Whatham (1981)
- Starstruck, regia di Gillian Armstrong (1982)
- Twelfth Night, regia di Neil Armfield (1987)
- Dave and Dave: On Our Selection, regia di George Whaley (1995)
- Shine, regia di Scott Hicks (1996)
- Figli della rivoluzione (Children of the Revolution), regia di Peter Duncan (1996)
- Con un po' d'anima (A Little Bit of Soul), regia di Peter Duncan (1998)
- I miserabili (Les Misérables), regia di Bille August (1998)
- Elizabeth, regia di Shekhar Kapur (1998)
- Shakespeare in Love, regia di John Madden (1998)
- Mystery Men, regia di Kinka Usher (1999)
- Il mistero della casa sulla collina (House on Haunted Hill), regia di William Malone (1999)
- Quills - La penna dello scandalo (Quills), regia di Philip Kaufman (2000)
- Il sarto di Panama (The Tailor of Panama), regia di John Boorman (2001)
- Lantana, regia di Ray Lawrence (2001)
- Frida, regia di Julie Taymor (2002)
- Due amiche esplosive (The Banger Sisters), regia di Bob Dolman (2002)
- Una bracciata per la vittoria (Swimming Upstream), regia di Russell Mulcahy (2003)
- Ned Kelly, regia di Gregor Jordan (2003)
- La maledizione della prima luna (Pirates of the Caribbean: The Curse of the Black Pearl), regia di Gore Verbinski (2003)
- Prima ti sposo poi ti rovino (Intolerable Cruelty), regia di Joel ed Ethan Coen (2003)
- Tu chiamami Peter (The Life and Death of Peter Sellers), regia di Stephen Hopkins (2004)
- Munich, regia di Steven Spielberg (2005)
- Paradiso + Inferno (Candy), regia di Neil Armfield (2006)
- Pirati dei Caraibi - La maledizione del forziere fantasma (Pirates of the Caribbean: Dead Man's Chest ), regia di Gore Verbinski (2006) - cameo
- Pirati dei Caraibi - Ai confini del mondo (Pirates of the Caribbean: At World's End ), regia di Gore Verbinski (2007)
- Elizabeth: The Golden Age, regia di Shekhar Kapur (2007)
- Bran Nue Dae, regia di Rachel Perkins (2009)
- Il discorso del re (The King's Speech), regia di Tom Hooper (2010)
- The Warrior's Way, regia di Sngmoo Lee (2010)
- Pirati dei Caraibi - Oltre i confini del mare (Pirates of the Caribbean: On Stranger Tides), regia di Rob Marshall (2011)
- The Eye of the Storm, regia di Fred Schepisi (2011)
- La migliore offerta, regia di Giuseppe Tornatore (2013)
- Storia di una ladra di libri (The Book Thief), regia di Brian Percival (2013)
- The Daughter, regia di Simon Stone (2015)
- Holding the Man, regia di Neil Armfield (2015)
- Gods of Egypt, regia di Alex Proyas (2016)
- Final Portrait - L'arte di essere amici (Final Portrait), regia di Stanley Tucci (2017)
- Pirati dei Caraibi - La vendetta di Salazar (Pirates of the Caribbean: Dead Men Tell No Tales), regia di Joachim Rønning e Espen Sandberg (2017)
- Storm Boy - Il ragazzo che sapeva volare (Storm Boy), regia di Shawn Seet (2019)
- The Rule of Jenny Pen, regia di James Ashcroft (2024)

#### Televisione
- Menotti – serie TV, 13 episodi (1981)
- Twisted Tales – serie TV, 1 episodio (1996)
- Mercury – serie TV, 13 episodi (1996)
- Frontier, regia di Bruce Belsham e Victoria Pitt – miniserie TV (1997)
- Kath & Kim – serie TV, 1 episodio (2004)
- Being Brendo – serie TV, 1 episodio (2012)
- Genius – serie TV, 10 episodi (2017)

#### Cortometraggi
- The Added Dimension, regia di Ian Bone (1981)
- Midday Crisis, regia di Garry Richards (1994)
- Call Me Sal, regia di Arianna Bosi (1996)
- Brand New Day, regia di Mark Raso (2010)
- The Man Who Could Not Dream, regia di James Armstrong e Kasimir Burgess (2012)
- Oscar Wilde's the Nightingale and the Rose, regia di Del Kathryn Barton e Brendan Fletcher (2015)

### Doppiatore
- Oscar e Lucinda, regia di Gillian Armstrong (1997)
- Il budino magico, regia di Karl Zwicky (2001)
- Alla ricerca di Nemo, regia di Andrew Stanton e Lee Unkrich (2003)
- Harvie Krumpet, regia di Adam Elliot (2003)
- $9.99, regia di Tatiana Rosenthal (2008)
- Il regno di Ga'Hoole - La leggenda dei guardiani, regia di Zack Snyder (2010)
- Lowdown – serie TV, 16 episodi (2010)
- Lanterna Verde, regia di Martin Campbell (2011)
- Minions, regia di Kyle Balda e Pierre Coffin (2015)

### Produttore
- Il discorso del re (The King's Speech), regia di Tom Hooper (2010)
- Storm Boy - Il ragazzo che sapeva volare (Storm Boy), regia di Shawn Seet (2019)

## Teatro
- The Blind Giant is Dancing, di Stephen Sewell. Australian Theatre Company (1983)
- Il racconto d'inverno, di William Shakespeare. The Playhouse di Adelaide (1987)
- Troilo e Cressida, di William Shakespeare. Old Building Museum di Brisbane (1989)
- Amleto, di William Shakespeare. Belvoir St Theatre di Sydney (1994)
- Le nozze di Figaro, di Pierre-Augustin de Beaumarchais. Queensland Arts Centre di Queensland (1998)
- Il re muore, di Eugene Ionesco. Malthouse Theatre di Melbourne (2007), Ethel Barrymore Theatre di Broadway (2009)
- The Drowsy Chaperone, di Bob Martin e Don McKellar. Arts Centre di Melbourne (2010)
- L'importanza di chiamarsi Ernesto, di Oscar Wilde. Sumner Theatre di Melbourne (2011)
- A Funny Thing Happened on the Way to the Forum, di Stephen Sondheim, Burt Shevelove e Larry Gelbart. Her Majesty's Theatre di Melbourne (2012)
- Re Lear, di William Shakespeare. Roslyn Packer Theatre di Sydney (2015)

## Riconoscimenti
- Premi Oscar
  - 1997 – Miglior attore protagonista per Shine
  - 1999 – Candidatura al miglior attore non protagonista per Shakespeare in Love
  - 2001 – Candidatura al miglior attore protagonista per Quills - La penna dello scandalo
  - 2011 – Candidatura al miglior attore non protagonista per Il discorso del re
- Golden Globe
  - Miglior attore in un film drammatico per Shine (1997)
  - Candidatura come Miglior attore non protagonista per Shakespeare in Love (1999)
  - Candidatura come Miglior attore in un film drammatico per Quills - La penna dello scandalo (2001)
  - Miglior attore in una mini-serie o film per la televisione per Tu chiamami Peter (2005)
  - Candidatura come Miglior attore non protagonista per Il discorso del re (2010)
  - Candidatura come Miglior attore in una mini-serie o film per la televisione per Genius (2017)
- Premi BAFTA
  - Miglior attore protagonista per Shine (1997)
  - Miglior attore non protagonista per Elizabeth (1999)
  - Candidatura come Miglior attore non protagonista per Shakespeare in Love (1999)
  - Candidatura come Miglior attore protagonista per Quills - La penna dello scandalo (2001)
  - Miglior attore non protagonista per Il discorso del re (2010)
- Satellite Award
  - Candidatura come miglior attore non protagonista per Il discorso del re (2010)
- Screen Actors Guild Award
  - Miglior attore protagonista per Shine (1996)
  - Candidatura come miglior attore non protagonista per Il discorso del re (2010)
  - Candidatura come migliore attore in una miniserie o film per la televisione per Genius (2017)
- Tony Award
  - Miglior attore protagonista in un'opera teatrale per Il re muore (2009)
- Primetime Emmy Awards
  - 2005 - Migliore attore protagonista in una miniserie o film - Tu chiamami Peter

## Doppiatori italiani
Nelle versioni in italiano delle opere in cui ha recitato, Geoffrey Rush è stato doppiato da:
- Pietro Ubaldi ne La maledizione della prima luna, Pirati dei Caraibi - La maledizione del forziere fantasma, Pirati dei Caraibi - Ai confini del mondo, Pirati dei Caraibi - Oltre i confini del mare, Pirati dei Caraibi - La vendetta di Salazar
- Rodolfo Bianchi ne La migliore offerta, Gods of Egypt, Final Portrait - L'arte di essere amici, Genius, Storm Boy - Il ragazzo che sapeva volare
- Mattia Sbragia in Shine, Figli della rivoluzione, Shakespeare in Love
- Mariano Rigillo in Elizabeth, Elizabeth: The Golden Age
- Claudio Sorrentino in Quills - La penna dello scandalo, Paradiso + Inferno
- Dario Penne in Munich, Storia di una ladra di libri
- Giorgio Lopez ne Il sarto di Panama, Holding the Man
- Massimo Lodolo in Con un po' d'anima
- Massimo Corvo ne Il mistero della casa sulla collina
- Luca Biagini ne I miserabili
- Renato Cortesi in Mystery Men
- Fabrizio Temperini in Lantana
- Ugo Pagliai in Frida
- Carlo Reali in Due amiche esplosive
- Stefano De Sando in Una bracciata per la vittoria
- Mario Scarabelli in Ned Kelly
- Saverio Moriones in Prima ti sposo poi ti rovino
- Pino Insegno in Tu chiamami Peter
- Francesco Vairano ne Il discorso del re
- Nino Prester in The Warrior's Way

Da doppiatore è stato sostituito da:
- Pietro Ubaldi in Alla ricerca di Nemo
- Massimo Corvo in Oscar e Lucinda
- Alessandro Quarta ne Il budino magico
- Angelo Nicotra ne Il regno di Ga'Hoole - La leggenda dei guardiani
- Luca Biagini in Lanterna Verde
- Alberto Angela in Minions